# 9505 Lohengrin
9505 Lohengrin è un asteroide della fascia principale. Scoperto nel 1973, presenta un'orbita caratterizzata da un semiasse maggiore pari a 3,0619531 UA e da un'eccentricità di 0,2324082, inclinata di 3,30213° rispetto all'eclittica.